# Twój Blues
Twój Blues – ogólnopolski kwartalnik, poświęcony muzyce bluesowej, wydawany przez Agencję Koncertowo-Wydawniczą Delta z Chorzowa. 
Magazyn uhonorowany został nagrodą „Keeping the Blues Alive” przyznawaną przez amerykańską The Blues Foundation. W 2016 roku European Blues Union z siedzibą w Brukseli przyznała czasopismu nagrodę "Blues Behind The Scenes".

## Historia pisma
Pierwszy numer pisma ukazał się w czerwcu 2000 roku. Do końca roku 2002 wydawcą czasopisma była firma PUMiR E-media sp. z o.o. Od roku 2003 wydawcą jest Agencja Koncertowo-Wydawniczej Delta.
Od początku istnienia pisma jego redaktorem naczelnym jest Andrzej Matysik. Autorem loga oraz szaty graficznej magazynu jest Roman Kalarus. Średni nakład pisma wynosi 1300 egzemplarzy (stan na 2020 rok).

## Nagroda Keeping the Blues Alive
W 2011 roku Kwartalnik „Twój Blues” zdobył prestiżową nagrodę „Keeping the Blues Alive” przyznawaną przez amerykańską The Blues Foundation. Nagroda istnieje od 30 lat i dotychczas zdobyło ją zaledwie sześć europejskich czasopism. Wyróżnienia amerykańskiej Blues Foundation wręczane są osobom i instytucjom, które najbardziej przyczyniają się do promocji oraz rozwoju muzyki i kultury bluesowej.
21 września 2013 w Eutin w Niemczech redaktor naczelny kwartalnika Andrzej Matysik odebrał kolejne, wielce prestiżowe wyróżnienie – German Blues Award International, doroczną nagrodę przyznawaną przez organizację Blues Baltica u.v. wybitnym postaciom światowej sceny bluesowej.

## Dziennikarze
- Andrzej Matysik,
- Paweł Cybulski,
- Norman Darwen,
- Ryszard Gloger,
- Zbyszek Jędrzejczyk,
- Jacek Kurek,
- Robert Lenert,
- Rafał Marczak,
- Danuta Matysik,
- Zofia Matysik,
- Bożena Mazur,
- Zdzisław Pająk,
- Adam Pasierski,
- Krzysztof Szafraniec,
- Mariusz Szalbierz,
- Sławomir Wierzcholski.

Współpracownikami czasopisma są też amerykańscy i europejscy fotograficy: Paul Natkin, Dusty Scott, Gene Tomko, Aigars Lapsa, Linda Vartoogian, Jack Vartoogian i Dick Waterman oraz publicyści: Danny Bryant, Tim Holek, Roger Stolle i David Whiteis.
W przeszłości w magazynie publikowali m.in.: Wiesław A.Chmielewski, Piotr Gwizdała, Ewa Jodko, Paweł Jodko, Marek Karewicz i Andrzej Keyha.

## Blues Top
Corocznie w ostatnim numerze ogłaszana jest ankieta Blues Top, w której czytelnicy wybierają najlepszych w kilkunastu kategoriach (osobowość, zespół, wokalistka, wokalista, odkrycie, harmonijkarz, gitarzysta, pianista, instrumentalista, płyta, wydarzenie, fotografik i publicysta). Laureaci ankiety Blues Top biorą udział w specjalnym koncercie Gala Blues Top odbywającym się co roku w Chorzowie w kwietniu, w ramach festiwalu Bluestracje, a od roku 2007 także w Zakopanem w ramach United European Jazz Festival – Zakopiańska Wiosna Jazzowa. Wszyscy laureaci otrzymują nagrody Bluesy-Kalarusy. Są to specjalnie na tę okazję zaprojektowane grafiki Romana Kalarusa. Laureaci ankiety zapraszani są także do udziału w specjalnych koncertach w ramach festiwali Olsztyńskie Noce Bluesowe i Front Porch Blues czyli… Lauba Pełno Bluesa.